# Nasarowo
Nasarowo (russisch Назарово) ist eine Stadt in der Region Krasnojarsk (Russland) mit 52.817 Einwohnern (Stand 14. Oktober 2010).

## Geographie
Die Stadt liegt im Nasarower Becken, umgeben von Ausläufern des Argakammes, etwa 240 km westlich der Regionshauptstadt Krasnojarsk, am linken Ufer des Tschulym, einem rechten Nebenfluss des Ob.
Die Stadt Nasarowo ist der Region administrativ direkt unterstellt und zugleich Verwaltungszentrum des gleichnamigen Rajons.
Nasarowo liegt an einer Eisenbahnstrecke, die Atschinsk an der Transsibirischen Eisenbahn mit Abakan an der Südsibirischen Eisenbahn verbindet. Der Bau der Strecke wurde bereits in den Jahren des Ersten Weltkriegs begonnen, sie wurde jedoch erst 1925 fertiggestellt.

## Geschichte
Der Ort wurde 1700 vom Umsiedler Nasari Patjukow nahe der Mündung der Adadymka in den Tschulym gegründet.
1786 wurde das Dorf als Nasarowski, benannt nach dem Gründer und von 15 Familien bewohnt, erwähnt. Der Ort diente auch als Verbannungsort, so auch für den Dekabristen Anton Arbusow, der hier starb.
1888 wurden in der Umgebung Braunkohlelagerstätten entdeckt. 1924 wurde der Ort Rajonverwaltungszentrum.
Nach 1945 begann der Braunkohlenabbau in großem Stil mit Erschließung eines ersten Tagebaus 1947–1953. Es folgte der Bau eines Wärmekraftwerkes. 1946 erhielt der Ort den Status einer Siedlung städtischen Typs und am 25. Dezember 1961 Stadtrecht.
Vor der Vergabe des Stadtrechts gab es Petitionen an das Krasnojarsker Exekutivkomitee, sich beim Obersten Sowjet der RSFSR für andere Stadtnamen einzusetzen: 1955 für Adadym (Ададым) und 1958 zugunsten von Tschulymsk (Чулымск).

### Bevölkerungsentwicklung
| Jahr | Einwohner |
| ---- | --------- |
| 1939 | 4.263     |
| 1959 | 29.689    |
| 1970 | 44.173    |
| 1979 | 53.696    |
| 1989 | 64.350    |
| 2002 | 56.539    |
| 2010 | 52.817    |

Anmerkung: Volkszählungsdaten

## Kultur und Sehenswürdigkeiten
In Nasarowo gibt es ein Heimatmuseum.

## Wirtschaft
Neben Kohleförderung und Energiewirtschaft (Wärmekraftwerk Nasarowskaja GRES) gibt es in der Stadt Betriebe des Maschinenbaus, der Bauwirtschaft (Stahl- und Betonkonstruktionen, Isolationsmaterial) und der Möbelindustrie.